# Max Adler
Max Adler (ur. 15 stycznia 1873 w Wiedniu, zm. 28 czerwca 1937 tamże) – austriacki polityk, działacz socjalistyczny, prawnik. 

## Życiorys
Doktorat nauk prawnych uzyskał w 1896 roku. Był od 1920 profesorem socjologii i filozofii społecznej na Uniwersytecie Wiedeńskim, deputowanym do parlamentu z ramienia socjaldemokracji. Rzecznik pokoju; reprezentował w partii poglądy lewicowe, charakteryzował się radykalizmem politycznym. Demokracja polityczna to forma walki w państwie klasowym. Dyktatura w jego poglądach równała się przemocy spełnionej w państwie przez klasę bogatych.